# ʻOhonua
'Ohonua é uma cidade e capital administrativa do grupo Eua em Tonga. Segundo os censos de 2006, tem uma população de 1626.